# Arab Nations Cup 1998 (kwalificatie)
De kwalificatie voor de Arab Nations Cup 1998 werd gehouden tussen de Arabische landen die zijn aangesloten bij de UAFA.

## Groep A
| Team                         | Wedstr.        | W              | G              | V              | DV             | DT             | DS             | Ptn            |
| ---------------------------- | -------------- | -------------- | -------------- | -------------- | -------------- | -------------- | -------------- | -------------- |
| Koeweit                      | 0              | 0              | 0              | 0              | 0              | 0              | 0              | 0              |
| Verenigde Arabische Emiraten | 0              | 0              | 0              | 0              | 0              | 0              | 0              | 0              |
| Bahrein                      | Teruggetrokken | Teruggetrokken | Teruggetrokken | Teruggetrokken | Teruggetrokken | Teruggetrokken | Teruggetrokken | Teruggetrokken |
| Oman                         | Teruggetrokken | Teruggetrokken | Teruggetrokken | Teruggetrokken | Teruggetrokken | Teruggetrokken | Teruggetrokken | Teruggetrokken |

*  Bahrein en  Oman trokken zich terug.

## Groep B
| Team    | Wedstr.        | W              | G              | V              | DV             | DT             | DS             | Ptn            |
| ------- | -------------- | -------------- | -------------- | -------------- | -------------- | -------------- | -------------- | -------------- |
| Soedan  | 0              | 0              | 0              | 0              | 0              | 0              | 0              | 0              |
| Jemen   | Teruggetrokken | Teruggetrokken | Teruggetrokken | Teruggetrokken | Teruggetrokken | Teruggetrokken | Teruggetrokken | Teruggetrokken |
| Somalië | Teruggetrokken | Teruggetrokken | Teruggetrokken | Teruggetrokken | Teruggetrokken | Teruggetrokken | Teruggetrokken | Teruggetrokken |
| Comoren | Teruggetrokken | Teruggetrokken | Teruggetrokken | Teruggetrokken | Teruggetrokken | Teruggetrokken | Teruggetrokken | Teruggetrokken |

*  Jemen ,  Somalië en  Comoren trokken zich terug.

## Groep C
| Team       | Wedstr.        | W              | G              | V              | DV             | DT             | DS             | Ptn            |
| ---------- | -------------- | -------------- | -------------- | -------------- | -------------- | -------------- | -------------- | -------------- |
| Algerije   | 0              | 0              | 0              | 0              | 0              | 0              | 0              | 0              |
| Libië      | 0              | 0              | 0              | 0              | 0              | 0              | 0              | 0              |
| Tunesië    | Teruggetrokken | Teruggetrokken | Teruggetrokken | Teruggetrokken | Teruggetrokken | Teruggetrokken | Teruggetrokken | Teruggetrokken |
| Mauritanië | Teruggetrokken | Teruggetrokken | Teruggetrokken | Teruggetrokken | Teruggetrokken | Teruggetrokken | Teruggetrokken | Teruggetrokken |

*  Tunesië en  Mauritanië trokken zich terug.

## Groep D
- Irak gediskwalificeerd

| Team      | Wedstr. | W | G | V | DV | DT | DS | Ptn |
| --------- | ------- | - | - | - | -- | -- | -- | --- |
| Syrië     | 3       | 3 | 0 | 0 | 6  | 1  | +5 | 9   |
| Jordanië  | 3       | 1 | 1 | 1 | 3  | 4  | –1 | 4   |
| Libanon   | 3       | 1 | 0 | 2 | 3  | 4  | –1 | 3   |
| Palestina | 3       | 0 | 1 | 2 | 3  | 6  | –3 | 1   |

|              |       |       |          |         |
| 20 juli 1998 | Syrië | 3 – 0 | Jordanië | Libanon |
| 20 juli 1998 |       |       |          | Libanon |

|              |         |       |           |         |
| 20 juli 1998 | Libanon | 3 – 1 | Palestina | Libanon |
| 20 juli 1998 |         |       |           | Libanon |

|              |           |       |       |         |
| 23 juli 1998 | Palestina | 1 – 2 | Syrië | Libanon |
| 23 juli 1998 |           |       |       | Libanon |

|              |         |       |          |         |
| 23 juli 1998 | Libanon | 0 – 2 | Jordanië | Libanon |
| 23 juli 1998 |         |       |          | Libanon |

|              |          |       |           |         |
| 26 juli 1998 | Jordanië | 1 – 1 | Palestina | Libanon |
| 26 juli 1998 |          |       |           | Libanon |

|              |         |       |       |         |
| 26 juli 1998 | Libanon | 0 – 1 | Syrië | Libanon |
| 26 juli 1998 |         |       |       | Libanon |